# تاي بيج
تاي بيج (بالإنجليزية: Ty Page)‏ هو متركمج أمريكي، ولد في 30 مايو 1958، وتوفي في 1 يونيو 2017.